# История Северной Африки
История Северной Африки
Северная Африка (араб. شمال أفريقيا‎, кабильск. Tafriqt ugafa) как историко-географическая область охватывает территорию следующих государств Африки (по классификации ООН):
- Алжир
- Египет
- Западная Сахара
- Ливия
- Марокко
- Судан
- Тунис

## Средневековье

### Арабский халифат
Арабское завоевание Северной Африки
Завоевание Омейядами Северной Африки продолжило столетнюю арабскую экспансию, которая началась после смерти Мухаммеда в 632 году. В 640 году арабы управляли Месопотамией, вторглись в Армению, и завершили завоевание Византийской Сирии. Дамаск стал столицей Арабского халифата. К концу 641 года весь Египет был под властью арабов. Тогда, с уничтожением персидской армии в сражении при Нехавенде в 642 году, завоевание Сасанидской империи было по существу закончено.
Во время двенадцатилетнего правления в Дамаске халифа Усмана к растущей Исламской империи были присоединены Армения, Кипр, весь Иран. Подверглись вторжению Афганистан и Северная Африка. Был создан большой флот, который патрулировал берега от острова Родоса до южных побережий Пиренейского полуострова.
Первое официально организованное Халифатом вторжение в Северную Африку было начато в 647 году. Выйдя из Медины, 20 000 арабов соединились в Мемфисе (Египет) с ещё 20 000 воинов. Командовал арабами шейх Абдуллах ибн Саад. Карфагенский экзарх Григорий, объявил независимость своего экзархата от Византийской империи. Он собрал войска и вступил в бой с мусульманами. Но он был разбит в сражении при Суфетуле (город в 220 км к югу от Карфагена). С гибелью Григория весь Египет подчинился Халифату и платил дань арабам. Мусульмане вскоре сделали эту территорию своим вассалом. Кампания продлилась ещё пятнадцать месяцев, но в 648 году войска Абдуллаха возвратились в Египет.
Во всех мусульманских владениях скоро началась гражданская война, вызванная клановой междоусобицей в арабской элите. Война привела к убийству халифа Усмана в 656 году. На смену ему пришёл Али ибн Абу Талиб, который также был убит в 661 году.

### Арабо-византийские войны
Арабо-византийские войны — ряд военных конфликтов между Арабским халифатом и Византийской империей в течение VII—XII веков. Начало войн ознаменовало вторжение арабов в Византию в 630-е годы и начало территориальных захватов с их стороны. В результате этих войн Византия лишилась большого количества своих территорий на востоке и юге: Палестины, Сирии, Армении, Египта, Северной Африки, Кипра, Крита, Сицилии, части Малой Азии.
Начальная часть конфликта продолжалась в 634—717 и закончилась второй арабской осадой Константинополя, после чего арабы были разбиты и была предотвращена угроза захвата Малой Азии ими.
В период с 800-х и до 1169 года война, хоть и вялотекущяя, продолжилась. В начале арабы захватывают южные итальянские территории Византии (остров Сицилия) в IX и X столетиях. Однако, при императорах македонской династии в конце X века Византия переходит в контрнаступление и завоёвывает у арабов часть Леванта, а в частности такой важный форпост, как Антиохию. Византийская армия в те времена даже поставила в непосредственную опасность Иерусалим. Арабский султанат Алеппо признал себя вассалом Византии. В то время также были отвоёваны Крит и Кипр.
После завоеваний сельджуков положение полностью изменилось. Византия была выбита из Малой Азии, значительно был ослаблен и Аббасидский халифат. Более важных конфликтов между арабами и Византией не было.

### Битва при Карфагене (698)
Битва при Карфагене — сражение, произошедшее в 698 году между византийской экспедиционной армией и армией Арабского Халифата. Уступив Карфаген мусульманам, император Леонтий послал флот и войска под командой Тиверия (будущий византийский император Тиверий III). Они вошли в карфагенскую гавань и успешно захватили её, так же как город — ошеломляющей внезапной атакой. Арабские солдаты убежали к Кайруану. Христианское население Карфагена радостно приветствовало византийцев.
Отступив в Кайруан, арабский командующий Хасан ибн аль-Нуман начал разрабатывать план обратного присоединения Карфагена к Арабскому халифату. Он собрал новую армию в 40 000 солдат. В свою очередь византийцы стали просить о помощи своих традиционных союзников и даже врагов: вестготов и франков. Король вестготов Витица послал отряд в 500 воинов, чтобы помочь защитить Карфаген. Витица понимал, что со взятием Карфагена откроется прямая дорога на его собственную страну — Испанию.
Хасан, разгневанный необходимостью обратно возвращать отбитый неприятелем город, предложил византийцам сдаться или умереть. Тиберий, опозоренный таким предложением противника, взамен также предложил арабам либо сдаться, либо погибнуть. Союзные войска не стали прятаться за стенами Карфагена. Они вышли из города и дали битву арабам вблизи его стен. Но арабы превосходили противника в живой силе, поэтому вскоре одержали победу. Главнокомандующий армией союзников Тиберий вскоре бежал с поля боя, боясь попасть в плен. Без защитников Карфаген пал, а Тиберий, с остатками своей армии, успел отступить к островам Корсика, Сицилия и острову Криту, чтобы далее продолжить сопротивляться мусульманским завоеваниям и ждать гнева своего императора.
Завоевание Северной Африки арабами было теперь почти закончено, Хасан торжествовал. В 702 году вспыхнуло восстание среди берберов. Но Хасан успешно его подавил в том же году.
Что касается Тиберия, то он вместо того, чтобы попытаться возвратить Африку, вскоре приплыл назад в Константинополь. После успешного восстания он воцарился на троне. Но спустя 7 лет был свергнут прежним императором Юстинианом II.

### Восстание берберов
Восстание берберов в 740—742 годах — одно из крупнейших антифеодальных восстаний в Северной Африке.
После арабского завоевания Северной Африки большая часть берберских племён приняла ислам, рассчитывая получить облегчение от налогового гнета. Однако при халифе Хишаме было восстановлено обложение новообращенных, в том числе и берберов, подушным и поземельным налогом.

### Альморавиды
Альморави́ды (араб. المرابطون‎ аль-Мурабитун, что является множественным от مرابط Мурабит) — изначально название мусульманского религиозного братства, основанного Абдуллой ибн Ясином аль Гузулием между 1039—1043 гг. в Сенегале и Сахаре, затем название основанного в середине XI века берберами — последователями Абдуллы ибн Ясина государства на территории нынешних Марокко, Алжира, Испании и Португалии; а также название правившей в нём династии.
Слово альморавиды происходит от арабского المرابطون аль-Мурабитун (люди рибата). Так назвал Абдулла ибн Ясин своих приверженцев в тот момент, когда начал «священную войну» против жителей Магриба. Испанцы, которым вскоре пришлось столкнуться с этим новым братством мусульман, переделали слово аль-Мурабитун в Almoravides, и, таким образом, к европейцам перешло это название братства альморавидов.
На территории Сахары проживают различные кочевые племена. Между ними, особенно на пространстве между Атласскими горами на севере, Сенегалом на юге и Атлантическим океаном на западе, — немало берберов. Часть большого берберского племени Санхаджи проникла довольно далеко на юг в Сенегал и уже в середине VIII века основала здесь значительное государство под властью наиболее могущественной ветви этого племени — Лемтуны. В IX веке к ним проникли проповедники ислама и обратили их в религию Мухаммеда. Эти племена, называемые Муласаминами («закутанные»), от слова лисам, означавшего покрывало, которым они почему-то закрывали лицо, совершали грабительские походы на соседние округа Судана, захватывая богатую добычу и множество пленных, которых выгодно продавали на рынках Магриба.
Вождь племени Лемтуны Яхья ибн Ибрахим в сопровождении наиболее уважаемых лиц своего народа предпринял в 1036 году паломничество в Мекку. То, что они увидели в дороге, привело их к убеждению, что у них дома дело обстоит очень плохо, как в отношении познания вероучения, так и относительно исполнения религиозных обязанностей. Вследствие этого они стали подыскивать в Ифрикии ученого человека, который бы согласился пойти с ними в пустыню проповедовать среди их соплеменников. Такой человек нашёлся в Сиджильмасе. Его звали Абдулла ибн Ясин аль Гузулий. Большой знаток закона, до тонкости изучивший правила и постановления Малика и его учеников, Абдулла пытался внедрить среди кочевников строгое соблюдение богословско-юридических законов, что не пришлось по нраву основной массе берберов. Вследствие этого он имел последователей только среди тесного круга около вождей Лемтунов. А после смерти Яхьи ибн Ибрагима, Абдулле с несколькими единомышленниками, в том числе и с вождями Лемтунов — братьями Яхьей и Абу Бекром, сыновьями Омара, пришлось удалиться на остров на Сенегале и построить там себе рибат. Слух об этой небольшой общине распространился далеко и уже к 1042—1043 годам у Абдуллы было до 1000 слепо преданных ему человек. Что позволило Абдулле начать борьбу за объединение берберских племен Сахары (Лемтуны, Гедала и проч.), которая была фактически завершена через 10 лет.
Уже в 1053 году Абдулла смог направить свои войска на покорение Магриба. Ведение войны Абдулла (оставаясь по-прежнему духовным главою до самой своей смерти в 1059 году) поручил приближенным к нему вождям Лемтунов, сыновьям Омара. Сначала военачальником был Яхья, а после его смерти в 1056 году Абу Бекр, которому помогал племянник Юсуф ибн Ташфин. Последний и возглавил войска альморавидов в Магрибе после смерти Абдуллы, когда Абу Бекру пришлось вернуться в Сахару для покорения отколовшихся племен. После смерти Абу Бекра в 1087 году под власть Юсуфа перешли и берберы Сахары.
В 1061 году Юсуф принимает титул эмира, В 1062 году создает себе резиденцию, основав город Марракеш. В 1070 год был взят Фес. В 1078 году, после отчаянной битвы, пал бывший хаммадитский наместник Танжера, Сакот. В 1082 году был покорен Тлемсен, а в 1084 — Сеута.
Альморавиды в Испании
Положение испанских мусульман, теснимых королём Кастилии и Леона Альфонсо VI, вынуждало их искать помощи вне своего государства. Уже в 1082 году они обратились к Юсуфу за помощью; но тогда он отказался, сославшись на то, что ему необходимо иметь в руках Сеуту, прежде чем перейти в Испанию. Падение Сеуты в 1084 году и новое посольство из Испании с просьбой о помощи позволило Юсуфу вмешаться в дела Испании. В 1086 году войско альморавидов переправилось в Испанию и в битве при Заллаке разгромило войска Альфонсо VI. В соответствии с предварительной договоренностью Юсуф оставил за собой единственную крепость в Испании — Альхесирас.
Внутренние неурядицы и новая просьба о помощи из Испании последовавшая в 1090 году позволила на этот раз альморавидам захватить Гранаду, Малагу, а в 1091 году Кордову, Кармону и Севилью. В 1094 году был взят Бадахос, в 1102 году — Валенсия. В 1110 году наместник Валенсии Темим, сын Юсуфа, захватил Сарагосу. Таким образом к 1110 году вся мусульманская Испания стала добычей Альморавидов.

### Альмохады
Альмоха́ды (араб. الموحدون‎ — al-Muwahhidūn, аль-муваххидун, букв. — единобожники; исп. almohades) — династия и государство в Северной Африке и Мусульманской Испании (1121—1269). Государство Альмохадов образовано в результате борьбы с Альморавидами. Наибольшее расширение территории государства при Абд аль-Мумине (1161). Распад начался в период Реконкисты.
Возникновение движения Альмохадов
Движение Альмохадов зародилось как религиозное братство, основателем и идеологом которого был Мухаммад ибн Тумарт. Успеху его учения способствовала религиозная политика поздних правителей Альморавидов, нарушавшая многие нормы ислама. Поэтому проповедь Ибн Тумарта, призывавшая к возвращению чистоты нравов раннего ислама, строгому единобожию и запрету роскоши, нашла поддержку у многих правоверных. Этническую основу Альмохадов составили горные берберские племена масмуда, соперничавшие с кочевыми племенами санхаджа и зената, составлявшими основу и главную опору династии Альморавидов, господствовавших в это время в Магрибе. В 1121 году Ибн Тумарт был признан имамом несколькими племенами масмуда, объявил себя махди и начало священной войны против отступников Альморавидов. Центром движения Альмохадов в 1125 году стало селение Тинмель в горах Атласа, где число сторонников Ибн Тумарта постоянно увеличивалось. Структура власти при первых Альмохадах сохраняла черты берберской племенной организации. При махди существовали правительственный «совет десяти» и собрание представителей главных племён, которые участвовали в обсуждении государственных дел. Основные силы Альмохадов состояли из племён харга, хинтата и некоторых других, которые впоследствии составили привилегированную группу. В 1128 году Альмохады предприняли решительное наступление и осадили Марракеш, но не смогли овладеть им. Ближайший сподвижник Ибн Тумарта — Абд аль-Мумин после его смерти в 1130 году принял титулы халиф и амир аль-муминин (повелитель верующих). В 1130-е годы Альмохады расширяли своё влияние в горных областях Марокко, в восточных и южных районах страны.
Образование государства
Со смертью Али ибн Юсуфа (1144) вокруг альморавидского наследства разгорелась обычная междоусобная борьба, и почти в это же время их христианский наемник генерал «Отступник» пал в сражении. Заната начали восставать, новый альморавидский правитель Ташфин ибн Али погиб в результате несчастного случая. После длительной осады был взят Фес, и с завоеванием в апреле 1147 года Марракеша альморавидскому правлению пришёл конец.
К 1151 году Абд аль-Мумин разгромил мелких князей, которые обосновались в Восточном Алжире на развалинах альморавидского государства, и взял к себе на службу арабов-кочевников, которых разбил у Сетифа. Через девять лет он овладел всем Тунисом и Триполитанией. Незадолго до этого он уничтожил тех членов племени бергвата, кто пережил истребительную войну, которую столетием раньше вели против них Альморавиды. Вероятно, после его вступления в Марракеш, который обязан ему поистине королевской мечетью Кутубия, его убедили принять титул Амир аль-муминин, что официально поставило его вровень с аббасидским халифом и освободило от духовного сюзеренитета последнего. Чтобы осуществлять контроль над администрацией и особенно над налогообложением на огромной территории альмохадского государства, самой большой территорией, когда-либо управлявшейся из Марокко, он создал кадастр (таксир), содержавший опись земель от Суса до Барки (Киренаика). Достаточно взглянуть на всемирный атлас, составленный его современником, великим арабским географом ал-Идриси, уроженцем Сицилии, и мы поймем, как смутны и путаны были представления людей той эпохи относительно географии земель, принадлежавших Альмохадам.
С падением могущества Альморавидов, мусульманская Испания, не проявлявшая симпатии к племенному объединению лемтуна, вернулась к состоянию раздробленности. Кучка мелких князей, невежественных и неспособных к учению, таких, как правители Бадахоса и Малаги, Валенсии и Ронды, не говоря уже о правителях Руэды и Касереса, требовала независимости, удержать которую она была не в состоянии, ибо не имела для этого ни военных, ни финансовых возможностей. Между тем в 1147 году Лиссабон навсегда перешёл к христианам, войска кастильцев подступили к самой Кордове, графы Барселоны захватили Тортосу и Лериду. К 1145 году Альмохады уже начали приобретать опору на Пиренейском полуострове. В следующем году им сдался Кадис, но прошло более десяти лет, прежде чем они получили контроль над Южной Испанией, включая Гранаду, и снова отняли у христиан Альмерию. Испанской столицей Альмохадов стала Севилья, и сегодня Хиральда является свидетельством их могущества и великолепной строгости их стиля. Пробыв пять лет в Испании, Абд аль-Мумин в 1162 году въехал в только что выстроенную крепость Рибат аль-Фатх, «Крепость победы» (нынешний Рабат, столица Марокко), где в следующем году умер.
Абд аль-Мумин был достаточно мудр и, чтобы удовлетворить своих берберов, предоставил им достойное место в правительстве; однако для управления страной ему были нужны образованные андалусийцы. Двойственность альмохадской государственной структуры, требовавшей сохранения равновесия между исполнительной властью халифа и теократической традицией, представляемой «Десяткой», не помешала Абд аль-Мумину установить наследственную власть своей семьи; он сделал это ещё в 1154 году Вскоре после этого он назначил сыновей на самые важные правительственные посты, но приставил к ним советников из высших слоев альмохадской аристократии. Его сын Юсуф I (Абу Якуб Юсуф I) пришёл к власти без всяких происшествий. В 1184 году, во время войны, он пал у Сантарема. Следующие три правителя, из которых наиболее значительной фигурой был внук Абд аль-Мумина, Якуб аль-Мансур (Абу Юсуф Якуб аль-Мансур), «Победоносный» (1184—1199), также всходили на престол, не подавляя никаких мятежей; подобная династическая стабильность почти не имела параллелей в дар уль-исламе.

### Мариниды
Мариниды (араб. مرينيون‎) — берберская династия правителей Марокко, пришедшая в XII веке из Ифрикии в юго-восточное Марокко и начиная с 1244 года постепенно завоевшая территории, контролируемые Альмохадами. Мариниды правили до 1465 года, когда они были окончательно уступили власть своей боковой ветви Ваттасидам. Имя «Мариниды» происходит от названия берберского племени Бану Марин (араб. بنو مرين‎).
C 1145 года начали нападать на владения Альмохадов. При султане Абу Яхье Абу Бакре (1244—1258) начали завоевание Северного Марокко. В 1248 году столицей Маринидов стал Фес. Султан Абу Юсуф Якуб (1259—1286), завоевав в 1269 году столицу Альмохадов Марракеш, завершил объединение Марокко под властью Маринидов. Одновременно он начал войну в Андалусии, поддержав правящих в Гранаде Насридов против Кастилии.
Султан Абу Саид Отман II (1310—1331) знаменит своей градостроительной деятельностью в Фесе. По его приказу были воздвигнуты многочисленные медресе, в которых получали образование государственные служащие. Таким образом не только осуществлялась централизация управления, но и уменьшалось влияние исламских учёных — марабутов и консервативных братств.
В XIV веке последовал период внутренних распрей. Абу ль-Хасан (1331—1348) предпринял попытку объединения Магриба, к 1337 году завоевав державу Абдальвадидов в Алжире, а в 1347 году — державу Хафсидов в Ифрикии (современный Тунис). В это же время, в 1340 году, он потерпел сокрушительное поражение от Кастилии в битве при Саладо и был вынужден навсегда уйти с Пиренейского полуострова. Абу ль-Хасан был свергнут своим сыном, Абу Инаном (1348—1358), который попытался снова объединить Магриб под своей властью. После его убийства начался окончательный упадок династии. Нападения берберских племён привели страну в состояние хаоса, а поддержка религиозных деятелей существенно уменьшилась в XV веке, когда государство из-за тяжёлого экономического положения существенно сократило финансирование марабутов и исламских братств.
Мариниды, правившие после 1358 года, попали в зависимость от Ваттасидов, которые осуществляли реальную власть в стране, будучи визирями, и начали менять султанов по своему усмотрению. Им, впрочем, также не удалось объединить государство, и в 1415 году Португалия захватила Сеуту, а к 1513 году подчинила все города на атлантическом побережье Марокко. Последний султан Абдальхак II попытался свергнуть власть Ваттасидов, но потерпел неудачу, после чего династия Маринидов прекратила существование.

### Хафсиды
Хафсиды — правящая династия в Ифрикии (современный Тунис и части сопредельных стран) с 1229 по 1574 годы.
После того, как Хафсиды порвали с властью Альмохадов при Абу Закарии (1229—1249), последний учредил своё собственное правительство на территории Ифрикии, сделав своей столицей город Тунис, что значительно послужило развитию города. Одновременно с этим в Ифрикию влилось множество беженцев из Андалусии, подвергшейся Реконкисте со стороны королевств Кастилии и Арагона.
Преемник Закарии, Мухаммад I аль-Мунтасир (1249—1277) принял титул халифа. При нём, в 1270 году Тунис подвергся нашествию Христиан в рамках Восьмого крестового похода под предводительством французского короля Людовика IX, но смог откупиться, обязавшись выплачивать дань королю Сицилии.
В XIV веке произошёл временный кризис. Хотя на время Хафсиды подчинили себе империю Абдальвадидов Тлемсена, между 1347 и 1357 годами её дважды завоёвывали Мариниды из Марокко. Однако Мариниды не могли победить бедуинов, и благодаря бедуинам Хафсиды вернули себе власть в империи. В этот же период численность населения Ифрикии значительно упала из-за эпидемий чумы, что ещё более ослабило правление Хафсидов.
При Абд аль-Азизе II (1394—1434) усилилось пиратство по отношению к христианским кораблям. Добыча использовалась в том числе для градостроительства, а также частично для поддержки наук и искусств. Пиратство также спровоцировало акции возмездия со стороны Арагона и Венеции, которые совершали нападения на прибрежные города Туниса.
При Утмане (1435—1488) Хафсиды пережили свой последний подъём благодаря развитию караванной торговли через Сахару и с Египтом, а также морской торговли с Венецией и Арагоном. Бедуины и крупные города империи постепенно приобретали всё большую независимость, и в конце правления Хафсиды реально правили только городами Тунис и Константина (в современном Алжире).
В XVI веке Хафсиды оказались втянуты в борьбу Испании c корсарами, поддерживаемыми Оттоманской империей. Корсары завоевали Тунис и свергли Хафсидов в 1574 году, поскольку Хафсиды в конце правления периодически признавали над собой сюзеренитет Испании.

### Ваттасиды
Ваттасиды (араб. وطاسيون‎) — берберская династия, правившая в Марокко в 1465—1554 годах. Происходила из племени бану ваттас — боковой ветви бану марин — Маринидов.
В 1420—1458 годах Ваттасиды в качестве регентов и везирей от имени Маринидов фактически правили страной и возглавляли борьбу против португальцев, которые после взятия Сеуты (1415 год) стремились захватить Атлантическое побережье Марокко. Стали самостоятельными правителями в 1472 году после захвата города Фес.
Правители из династии Ваттасидов тщетно пытались побороть местный сепаратизм, освободить от португальцев прибрежные города и объединить под своей властью Марокко. В 1554 году Али Абу Хассун погиб в войне с Саадидами, и династия Ваттасидов прекратила своё существование.

## Раннее Новое время

### Эфиопия
Соломонова династия негусов пришла к власти в Эфиопии 10 августа 1270 года после свержения Йекуно Амлаком династии Загве. Его претензии на престол основывались на происхождении от царской династии Аксума, отстранённой от власти представителями династии Загве, и были поддержаны Эфиопской церковью.
Территория, традиционно поддерживавшая представителей Соломоновой династии — горные районы в центральной части Эфиопии. На протяжении нескольких столетий объединительной политики правителей она расширилась до границы с Суданом на севере и западе, до побережья Красного моря и Аденского залива на востоке, и до границ нынешней Кении на юге. Восточные и южные районы современной Эфиопии были присоединены к ней в последние 200 лет императорами Менеликом I и Хайле Селассие. Часть территорий в центре и на востоке были завоёваны императором Амдэ-Цыйоном I. В то же время некоторые пограничные области были потеряны Эфиопией во время нашествия войск мусульманского султаната Адал под руководством Ахмеда ибн-Ибрагима аль-Гази.
Последний правивший эфиопский император Хайле Селассие на родине официально признавался потомком царя Соломона и царицы Савской в 225 колене.

## Новое время

### Французское завоевание Алжира
Французское завоевание Алжира — процесс завоевания французскими войсками северной части современного Алжира, проходивший с 1830 по 1847 годы.
Используя дипломатический скандал 1827 года, связанный с оскорблением Хусейн Деем, османским правителем в Алжире, французского консула (он ударил его опахалом по лицу), в качестве предлога, Франция вторглась и быстро захватила город Алжир в 1830 году, после чего так же быстро взяла под контроль другие прибрежные населённые пункты. В результате внутриполитической борьбы во Франции было повторно принято решение сохранить контроль над территорией; кроме того, дополнительные вооружённые силы в течение последующих лет неоднократно направлялись в Алжир, чтобы подавить сопротивление и продвигаться в глубь страны.
Сопротивление французской экспансии оказывали отряды под командованием Ахмед-бея в Константине, в первую очередь на востоке, и националистические силы в Кабилии и на западе страны. Договоры с националистами под командованием Абд аль-Кадира позволили французской армии сначала сосредоточить внимание на ликвидации оставшейся угрозы со стороны проосманских сил в Алжире, уничтоженной в 1837 году после захвата Константины. Аль-Кадир продолжал оказывать упорное сопротивление на западе. В конце концов вынужденный бежать в Марокко в 1842 году ввиду тяжёлых поражений и мощного наступления французских войск, он продолжал вести партизанскую войну, пока правительство Марокко, в соответствии с французским дипломатическим давлением после поражения страны в Первой франко-марокканской войне, не изгнало его из Марокко. Он сдался французским войскам в 1847 году.